# Ragimperto
Ragimperto (o Raginperto o Regimberto; ante 662 – 701) è stato re dei Longobardi e re d'Italia nel 701.

## Biografia
Duca di Torino, era figlio di Godeperto e nipote di Ariperto I: un esponente, quindi, della dinastia bavarese. Alla morte di Cuniperto, nel 700, il trono passò a suo figlio Liutperto, ma Ragimperto si ribellò e reclamò per sé il titolo regio. Lo scontro si risolse con una battaglia, combattuta a Novara agli inizi del 701, che lo vide vincitore sul tutore di Liutperto, Ansprando, e sul suo alleato Rotarit, duca di Bergamo. Ragimperto depose Liutperto e si fece proclamare re, associando immediatamente al trono suo figlio Ariperto. Morì poco dopo, ancora nel 701.